# Kasibu
Kasibu è una municipalità di terza classe delle Filippine, situata nella Provincia di Nueva Vizcaya, nella regione della Valle di Cagayan.
Kasibu è formata da 30 baranggay:
- Alimit
- Alloy
- Antutot
- Bilet
- Binogawan
- Biyoy
- Bua
- Camamasi
- Capisaan
- Catarawan
- Cordon
- Didipio
- Dine
- Kakiduguen
- Kongkong

- Lupa
- Macalong
- Malabing
- Muta
- Nantawacan
- Pacquet (Ilongot Res.)
- Pao
- Papaya
- Poblacion (Alloy)
- Pudi
- Seguem
- Tadji
- Tokod
- Wangal
- Watwat